# Komorná
Komorná (v korejském originále 아가씨) je korejský thriller režiséra Pak Čchan-uka, natočený v roce 2016. Předlohou se stal literární bestseller Zlodějka od britské autorky Sarah Watersové. Na 71. ročníku Filmových cen Britské akademie film vyhrál v kategorii nejlepší cizojazyčný film.

## Děj
Film se odehrává ve 30. letech v Japonskem okupované Koreji. Šlechtičnu Hideko vychovává její strýc, který chce v budoucnu získat její majetek. Falešný hrabě ji chce svést a zmocnit se jejího bohatství a na pomoc si najme coby šlechtičninu komornou chudou dívku Sukhui, sirotka po známé zlodějce. Plán se zvrtne, když se Sukhui zamiluje do Hideko.

## Obsazení
| Kim Min-hee   | Hideko        |
| Ha Jung-woo   | falešný hrabě |
| Kim Tae-ri    | Sukhui        |
| Cho Jin-woong | strýc         |

## Ocenění a nominace
| Rok  | Cena                                          | Kategorie                              | Oceněný                        | Výsledek  |
| ---- | --------------------------------------------- | -------------------------------------- | ------------------------------ | --------- |
| 2016 | Alliance of Women Film Journalists            | Nejlepší cizojazyčný film              | Pak Čchan-uk                   | vítězství |
| 2016 | Austin Film Critics Association               | Nejlepší film                          | Komorná                        | 4. místo  |
| 2016 | Austin Film Critics Association               | Nejlepší režie                         | Pak Čchan-uk                   | nominace  |
| 2016 | Austin Film Critics Association               | Nejlepší herečka ve vedlejší roli      | Kim Min-hee                    | nominace  |
| 2016 | Austin Film Critics Association               | Nejlepší adaptovaný scénář             | Pak Čchan-uk a Chung Seo-kyung | nominace  |
| 2016 | Austin Film Critics Association               | Nejlepší kamera                        | Chung Chung-hoon               | nominace  |
| 2016 | Austin Film Critics Association               | Nejlepší cizojazyčný film              | Komorná                        | vítězství |
| 2016 | Blue Dragon Film Awards                       | Nejlepší film                          | Komorná                        | nominace  |
| 2016 | Blue Dragon Film Awards                       | Nejlepší režie                         | Pak Čchan-uk                   | nominace  |
| 2016 | Blue Dragon Film Awards                       | Nejlepší herečka v hlavní roli         | Kim Min-hee                    | vítězství |
| 2016 | Blue Dragon Film Awards                       | Nejlepší nová herečka                  | Kim Tae-ri                     | vítězství |
| 2016 | Blue Dragon Film Awards                       | Nejlepší kamera                        | Chung Chung-hoon               | nominace  |
| 2016 | Blue Dragon Film Awards                       | Nejlepší výprava                       | Ryu Seong-hee                  | vítězství |
| 2016 | Blue Dragon Film Awards                       | Nejlepší hudba                         | Jo Yeong-wook                  | nominace  |
| 2016 | Blue Dragon Film Awards                       | Technické ocenění                      | Jo Sang-kyeong (kostýmy)       | nominace  |
| 2016 | Boston Society of Film Critics                | Nejlepší kamera                        | Chung Chung-hoon               | vítězství |
| 2016 | Boston Society of Film Critics                | Nejlepší cizojazyčný film              | Komorná                        | vítězství |
| 2016 | Buil Film Awards                              | Nejlepší film                          | Komorná                        | nominace  |
| 2016 | Buil Film Awards                              | Nejlepší režie                         | Pak Čchan-uk                   | nominace  |
| 2016 | Buil Film Awards                              | Nejlepší herečka v hlavní roli         | Kim Min-hee                    | nominace  |
| 2016 | Buil Film Awards                              | Nejlepší nová herečka                  | Kim Tae-ri                     | vítězství |
| 2016 | Buil Film Awards                              | Nejlepší kamera                        | Chung Chung-hoon               | nominace  |
| 2016 | Buil Film Awards                              | Nejlepší výprava                       | Ryu Seong-hee                  | vítězství |
| 2016 | Buil Film Awards                              | Nejlepší hudba                         | Jo Yeong-wook                  | nominace  |
| 2016 | Buil Film Awards                              | Ocenění poroty                         | Pak Čchan-uk                   | vítězství |
| 2016 | Busan Film Critics Awards                     | Nejlepší nová herečka                  | Kim Tae-ri                     | vítězství |
| 2016 | Filmový festival v Cannes                     | Zlatá palma                            | Pak Čchan-uk                   | nominace  |
| 2016 | Filmový festival v Cannes                     | Queer Palm                             | Pak Čchan-uk                   | nominace  |
| 2016 | Filmový festival v Cannes                     | Ocenění Vulcan                         | Ryu Seong-hee                  | vítězství |
| 2016 | Chicago Film Critics Association              | Nejlepší film                          | Komorná                        | nominace  |
| 2016 | Chicago Film Critics Association              | Nejlepší režie                         | Pak Čchan-uk                   | nominace  |
| 2016 | Chicago Film Critics Association              | Nejlepší adaptovaný scénář             | Pak Čchan-uk a Chung Seo-kyung | vítězství |
| 2016 | Chicago Film Critics Association              | Nejlepší kamera                        | Chung Chung-hoon               | nominace  |
| 2016 | Chicago Film Critics Association              | Nejlepší cizojazyčný film              | Komorná                        | vítězství |
| 2016 | Chicago Film Critics Association              | Nejlepší výprava                       | Komorná                        | vítězství |
| 2016 | Critics' Choice Awards                        | Nejlepší cizojazyčný film              | Komorná                        | nominace  |
| 2016 | Dallas–Fort Worth Film Critics Association    | Nejlepší cizojazyčný film              | Komorná                        | vítězství |
| 2016 | Director's Cut Awards                         | Nejlepší herečka v hlavní roli         | Kim Min-hee                    | vítězství |
| 2016 | Director's Cut Awards                         | Nejlepší nová herečka                  | Kim Tae-ri                     | vítězství |
| 2016 | Florida Film Critics Circle                   | Nejlepší cizojazyčný film              | Komorná                        | 2. místo  |
| 2016 | Florida Film Critics Circle                   | Nejlepší kamera                        | Chung Chung-hoon               | 2. místo  |
| 2016 | Korean Association of Film Critics Awards     | Nejlepších deset filmů roku 2016       | Komorná                        | vítězství |
| 2016 | Korean Association of Film Critics Awards     | Nejlepší kamera                        | Chung Chung-hoon               | vítězství |
| 2016 | IndieWire Critics Poll                        | Nejlepší film                          | Komorná                        | 7. místo  |
| 2016 | IndieWire Critics Poll                        | Nejlepší režie                         | Pak Čchan-uk                   | 5. místo  |
| 2016 | IndieWire Critics Poll                        | Nejlepší původní hudba nebo soundtrack | Komorná                        | 8. místo  |
| 2016 | IndieWire Critics Poll                        | Nejlepší kamera                        | Komorná                        | 4. místo  |
| 2016 | IndieWire Critics Poll                        | Nejlepší střih                         | Komorná                        | 8. místo  |
| 2016 | Los Angeles Film Critics Association          | Nejlepší výprava                       | Ryu Seong-hee                  | vítězství |
| 2016 | Los Angeles Film Critics Association          | Nejlepší cizojazyčný film              | Komorná                        | vítězství |
| 2016 | Mezinárodní filmový festival v Melbourne      | Nejpopulárnější film                   | Komorná                        | 2. místo  |
| 2016 | New York Film Critics Online                  | Nejlepší cizojazyčný film              | Komorná                        | vítězství |
| 2016 | San Diego Film Critics Society                | Nejlepší cizojazyčný film              | Komorná                        | nominace  |
| 2016 | San Francisco Film Critics Circle             | Nejlepší adaptovaný scénář             | Pak Čchan-uk a Chung Seo-kyung | nominace  |
| 2016 | San Francisco Film Critics Circle             | Nejlepší cizojazyčný film              | Komorná                        | vítězství |
| 2016 | San Francisco Film Critics Circle             | Nejlepší výprava                       | Ryu Seong-hee                  | vítězství |
| 2016 | St. Louis Gateway Film Critics Association    | Nejlepší výprava                       | Ryu Seong-hee                  | vítězství |
| 2016 | St. Louis Gateway Film Critics Association    | Nejlepší cizojazyčný film              | Komorná                        | 2. místo  |
| 2016 | Toronto Film Critics Association              | Nejlepší cizojazyčný film              | Komorná                        | 2. místo  |
| 2016 | Vancouver Film Critics Circle                 | Nejlepší cizojazyčný film              | Komorná                        | nominace  |
| 2016 | Washington D.C. Area Film Critics Association | Nejlepší cizojazyčný film              | Komorná                        | nominace  |
| 2016 | Women Film Critics Circle                     | Nejlepší cizojazyčný film o ženách     | Komorná                        | vítězství |
| 2017 | Asian Film Awards                             | Nejlepší herečka ve vedlejší roli      | Moon So-ri                     | vítězství |
| 2017 | Asian Film Awards                             | Nejlepší nováček                       | Kim Tae-ri                     | vítězství |
| 2017 | Asian Film Awards                             | Nejlepší scénář                        | Pak Čchan-uk a Chung Seo-kyung | nominace  |
| 2017 | Asian Film Awards                             | Nejlepší výprava                       | Ryu Seong-hee                  | vítězství |
| 2017 | Asian Film Awards                             | Nejlepší střih                         | Kim Jae-bum a Kim Sang-bum     | nominace  |
| 2017 | Asian Film Awards                             | Nejlepší kostýmy                       | Jo Sang-kyeong                 | vítězství |
| 2017 | Baeksang Arts Awards                          | Hlavní cena                            | Pak Čchan-uk                   | vítězství |
| 2017 | Baeksang Arts Awards                          | Nejlepší film                          | Komorná                        | nominace  |
| 2017 | Baeksang Arts Awards                          | Nejlepší režie                         | Pak Čchan-uk                   | nominace  |
| 2017 | Baeksang Arts Awards                          | Nejlepší herečka v hlavní roli         | Kim Min-hee                    | nominace  |
| 2017 | Baeksang Arts Awards                          | Nejlepší herec ve vedlejší roli        | Cho Jin-woong                  | nominace  |
| 2017 | Baeksang Arts Awards                          | Nejlepší nová herečka                  | Kim Tae-ri                     | nominace  |
| 2017 | Baeksang Arts Awards                          | Nejlepší scénář                        | Pak Čchan-uk a Chung Seo-kyung | nominace  |
| 2017 | Cena národní společnosti filmových kritiků    | Nejlepší cizojazyčný film              | Komorná                        | 2. místo  |
| 2017 | Dorian Awards                                 | Nejlepší režie                         | Pak Čchan-uk                   | nominace  |
| 2017 | Dorian Awards                                 | Nejlepší cizojazyčný film              | Komorná                        | vítězství |
| 2017 | Dorian Awards                                 | Nejlepší LGBTQ film                    | Komorná                        | nominace  |
| 2017 | Dorian Awards                                 | Nejlepší vizuální film                 | Komorná                        | nominace  |
| 2017 | Houston Film Critics Society                  | Nejlepší film                          | Komorná                        | nominace  |
| 2017 | Houston Film Critics Society                  | Nejlepší cizojazyčný film              | Komorná                        | vítězství |
| 2017 | National Board of Review                      | Nejlepších pět cizojazyčných filmů     | Komorná                        | vítězství |
| 2017 | Online Film Critics Society                   | Nejlepší film                          | Komorná                        | nominace  |
| 2017 | Online Film Critics Society                   | Nejlepší cizojazyčný film              | Komorná                        | vítězství |
| 2017 | Satellite Awards                              | Nejlepší cizojazyčný film              | Komorná                        | nominace  |
| 2017 | Cena Saturn                                   | Nejlepší cizojazyčný film              | Komorná                        | vítězství |
| 2017 | Cena Saturn                                   | Nejlepší kostýmy                       | Jo Sang-kyeong                 | nominace  |
| 2017 | Seattle Film Critics Society                  | Nejlepší film                          | Komorná                        | nominace  |
| 2017 | Seattle Film Critics Society                  | Nejlepší cizojazyčný film              | Komorná                        | nominace  |
| 2017 | Seattle Film Critics Society                  | Nejlepší výprava                       | Ryu Seong-hee                  | vítězství |
| 2017 | Seattle Film Critics Society                  | Nejlepší kostýmy                       | Jo Sang-kyeong                 | vítězství |
| 2018 | Filmová cena Britské akademie                 | Nejlepší cizojazyčný film              | Pak Čchan-uk a Syd Lim         | vítězství |
| 2018 | Empire Awards                                 | Nejlepší thriller                      | Komorná                        | nominace  |
| 2018 | London Film Critics Circle Award              | Nejlepší cizojazyčný film              | Komorná                        | nominace  |